# Tannhäuser

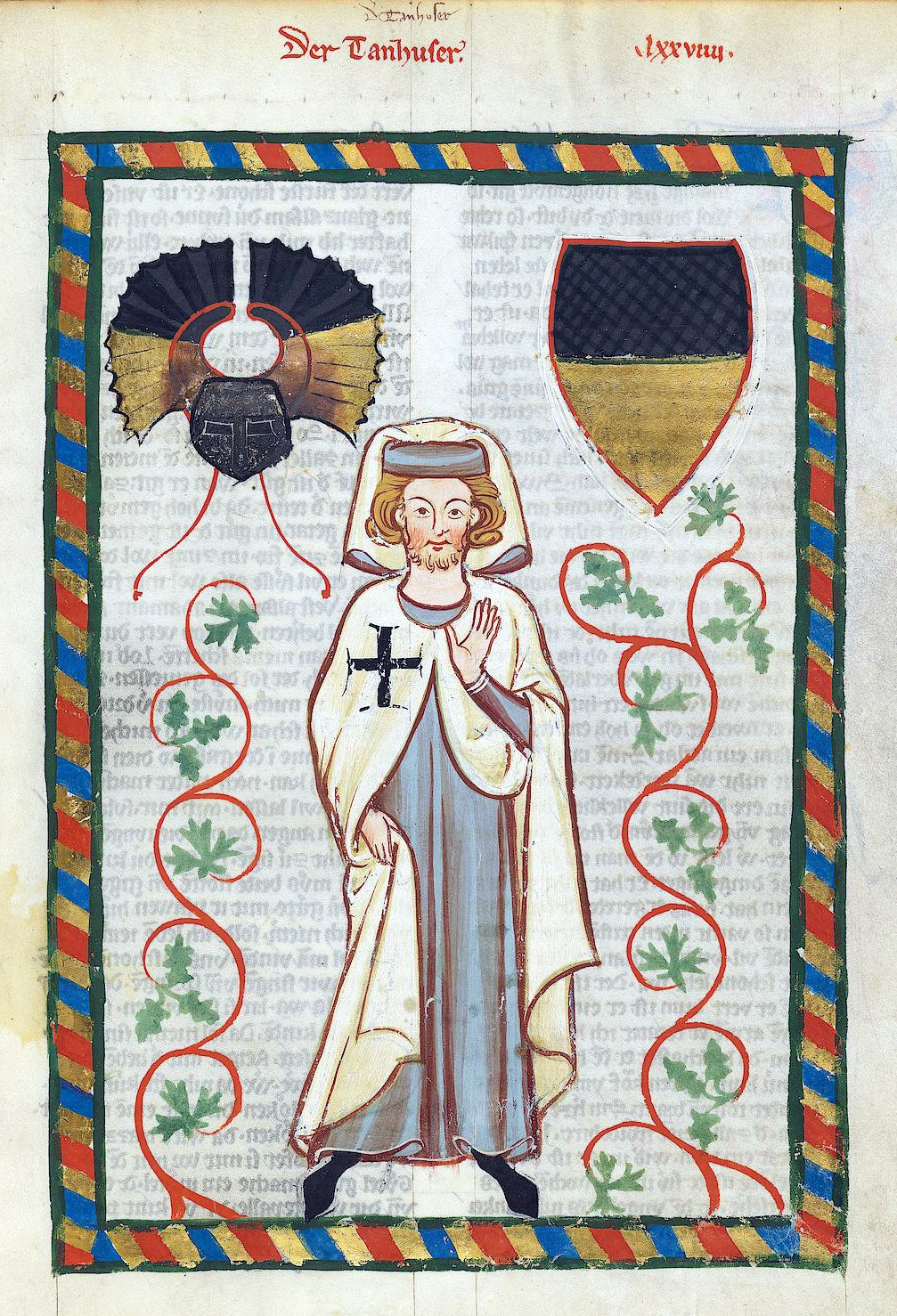
Tannhäuser, en el Codex Manesse (alrededor de 1300).

Tannhäuser (en alto alemán medio, Tanhûser; 1205 - 1270) fue un poeta alemán, conocido únicamente por su obra, la cual se puede datar del periodo que va de 1245 a 1265.

## La leyenda de Tannhäuser

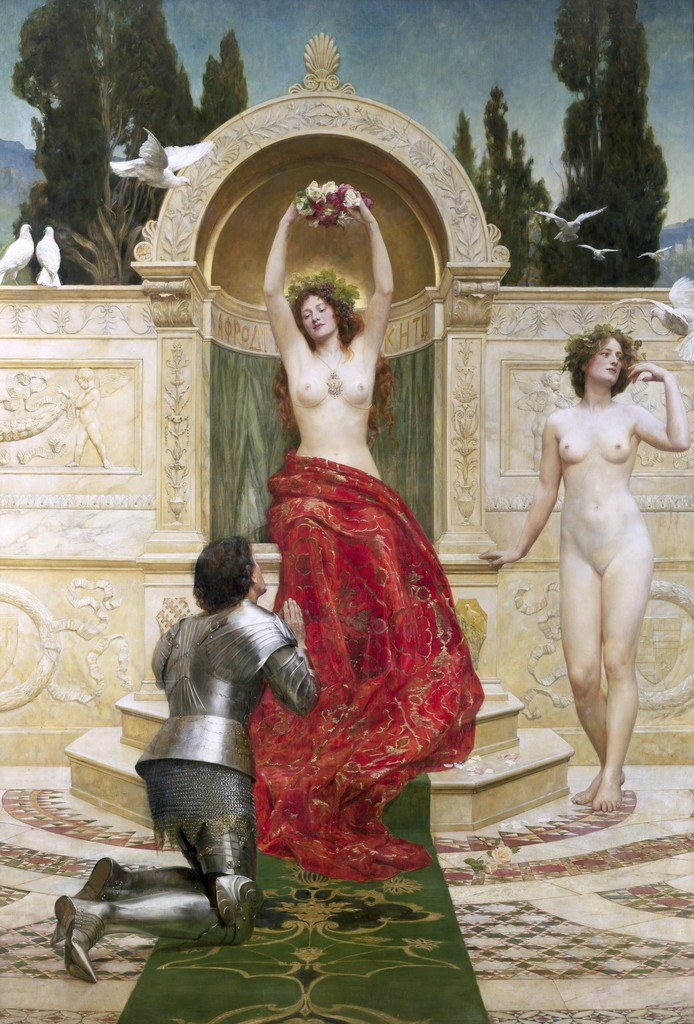
Tannhäuser en el Venusberg. Óleo de John Collier, 1901.

Tannhäuser se convierte, en torno al siglo XV, en el nombre asociado a una leyenda. En dicha leyenda, Tannhäuser es un caballero y poeta que descubre en un subterráneo el Monte de Venus (Venusberg), donde mora la diosa Venus. En la Edad Media se creía que la diosa Venus vivía con su corte en una caverna de una montaña, Venusberg, cuya localización era mantenida en secreto para que los humanos no se acercaran, ya que el acceder a ella supondría su perdición. Hoy en día se identifica esa montaña con el Hörselberg, en Turingia, muy cerca de Eisenach, la ciudad alemana en la que nació Johann Sebastian Bach.
Tras el descubrimiento del Venusberg, Tannhäuser pasa un año adorando a la diosa y disfrutando de sus placeres hasta que decide salir, lleno de remordimientos, y se presenta en Roma para pedir la absolución de sus pecados al Papa Urbano IV. El Papa Urbano IV le niega la absolución, diciendo que sería más fácil que su báculo floreciese. Tres días después de la partida de Tannhäuser, el báculo papal florece, y, a pesar de que son enviados mensajeros a la búsqueda de Tannhäuser, no se le vuelve a encontrar. Tannhäuser había vuelto al Venusberg para no volver más.
Algunas versiones expanden la historia, explicando que fue un trovador rival, Klingsohr (aparentemente proveniente del Parzival de Eschenbach), a veces identificado con el Diablo, quien enseña a Tannhäuser el camino al Venusberg a fin de perderle. También se habla del fantasma de un antiguo caballero llamado Eckart o Eckhard, conocedor de los peligros del Diablo y el Venusberg, que trata de salvar a Tannhäuser sin conseguirlo.

## Otras referencias
Tannhäuser es una ópera en tres actos con música y libreto en alemán de Richard Wagner basada en esta leyenda.

### La Puerta de Tannhäuser
En la película Blade Runner (1982), el replicante Roy Batty hace una referencia a una ficticia «Puerta de Tannhäuser» antes de morir. El monólogo, conocido como Lágrimas en la lluvia, se ha convertido en uno de los más famosos de la historia del cine:

«Yo he visto cosas que vosotros no creeríais. Naves de ataque en llamas más allá del hombro de Orión. He visto brillar rayos-C en la oscuridad, cerca de la Puerta de Tannhäuser. Todos esos momentos se perderán en el tiempo como lágrimas en la lluvia. Es hora de morir.»

En la película Soldier (1998), el soldado Todd O-POS 3465 lleva tatuadas en el brazo las batallas en las que ha participado, figurando la de la Puerta de Tannhäuser.